# Coll d'Azet
El coll d'Azet, també anomenat coll de Val-Louron-Azet, és un coll de muntanya dels Pirineus que corona a 1.580 metres d'altura. Es troba al departament dels Alts Pirineus i serveix per unir Sent Lari e Sola, a la vall d'Aura, amb Genòs i Lodenvièla, a la vall de Loron. A l'est del coll hi ha l'estació d'esquí de Val-Louron i el GR 10 passa prop seu.

## Detalls de l'ascensió
Començant a Genòs l'ascensió té 7,4 km de llargada, en els quals se superen 622 metres de desnivell a una mitjana del 8,3%, amb un màxim desnivell del 13%.
Des de Badús d'Aura, prop de Sent Lari e Sola, l'ascensió té 12 km de llargada, en els quals se superen 807 metres de desnivell a una mitjana del 6,7%, amb un màxim desnivell de l'11,8%.

## Tour de França
El coll d'Azet va ser coronat per primera vegada al Tour de França el 1997, i des d'aleshores han estat deu les vegades en què s'ha superat, sent la darrera el 2014.
| Any  | Etapa | Categoria | Inici etapa         | Final etapa                   | Primer al cim            |
| ---- | ----- | --------- | ------------------- | ----------------------------- | ------------------------ |
| 2022 | 17    | 1         | Sent Gaudenç        | Peyragudes                    | Tadej Pogačar (SLO)      |
| 2021 | 17    | 1         | Muret               | Coll de Portet                | Anthony Perez (FRA)      |
| 2018 | 17    | 1         | Banhèras de Luishon | Coll de Portet                | Julian Alaphilippe (FRA) |
| 2016 | 8     | 1         | Pau                 | Banhèras de Luishon           | Wout Poels (NED)         |
| 2014 | 17    | 1         | Sent Gaudenç        | Saint-Lary-Soulan Pla d'Adet  | Joaquim Rodríguez (CAT)  |
| 2013 | 9     | 1         | Sent Gironç         | Banhèras de Bigòrra           | Simon Clarke (AUS)       |
| 2005 | 15    | 1         | Lézat-sur-Lèze      | Saint-Lary-Soulan Pla d'Adet  | Laurent Brochard (FRA)   |
| 2001 | 13    | 1         | Foix                | Saint-Lary-Soulan Pla d'Adet  | Laurent Jalabert (FRA)   |
| 1999 | 15    | 1         | Sent Gaudenç        | Piau-Engaly                   | Fernando Escartín (ESP)  |
| 1997 | 9     | 1         | Pau                 | Loudenvielle-Vallée du Louron | Marco Pantani (ITA)      |